# Amos Niven Wilder
Amos Niven Wilder (ur. 18 września 1895 w Madison, zm. 4 maja 1993) – amerykański duchowny, teolog, biblista i poeta.

## Życiorys
Jego ojciec, Amos Parker Wilder, mający tytuł doktora, uzyskany na Uniwersytecie Yale, był dziennikarzem i urzędnikiem dyplomatycznym w konsulacie Stanów Zjednoczonych w Chinach. Matka poety, Isabella Niven Wilder, była córką prezbiteriańskiego duchownego. Amos miał brata Thorntona oraz trzy siostry: Isabel Wilder, Janet Wilder Dakin, Charlotte Wilder. W latach 1913–1915 studiował w Oberlin College. Potem, w czasie I wojny światowej, służył w polowej służbie medycznej. Następnie kontynuował studia na Uniwersytecie Yale, gdzie uzyskał dwa bakalaureaty, w tym jeden z teologii, oraz doktorat z teologii. W 1935 ożenił się z Catharine Kerlin, z którą spędził następne 58 lat. W 1963 przeszedł na emeryturę, zachowując tytuł profesora Uniwersytetu Harvarda.
W młodości był mistrzem gry w tenisa.

## Twórczość
Był autorem wielu dzieł teologicznych. Jako poeta wydał Battle-Retrospect and Other Poems (1923), Arachne: Poems by Amos Niven Wilder (1928), The Healing of the Waters (1943) i Grace Confounding (1972). Pisał też o twórczości swojego brata, laureata Nagrody Pulitzera, Thorntona Wildera. Na krótko przed śmiercią ukończył książkę Armageddon Revisited (1993), w której wrócił do swoich doświadczeń z I wojny światowej.